# ああ家族 (1987年のテレビドラマ)
『ああ家族』（ああかぞく）は、1987年1月5日 - 2月27日にTBS「花王 愛の劇場」枠にて放送された昼ドラマである。全40回。同枠における、石井ふく子がプロデューサーを務めた作品の第3作目。

## 概要
橋田壽賀子の小説「新・となりの芝生」をもとに、日比谷芸術座で田井洋子の脚本、石井ふく子の演出により舞台化され、評判を呼んだ作品をテレビに作り直したもの。いうまでもなく妻と姑の確執がテーマで、舞台と同じく大空眞弓・赤木春恵の名コンビでお送りする。（BS11 番組紹介より）
本作から1992年まで年2本、冬・秋に石井ふく子のプロデュースした作品が放送されていた（1985年・1986年・1993年・1994年・1995年は年1本だった）。

## あらすじ
麻生公子（大空眞弓）は夫の清隆（山口崇）、長女の幸（中村礼奈）、長男の弘（桑原崇）と3DKのマンションに住んでいた。
このたび漸く住宅ローンでマイホームを手に入れることが出来そうである。平凡ではあるが幸せな日々を過ごしていた。 ある日、突然清隆の母・静（赤木春恵）から電話がかかってきた。「空き巣に入られた！」と息も絶えだえの様相である。清隆と公子はさっそく静の家へ駆けつけた。知らせを聞いて静の長女の真壁伸子（山之内滋美）、次女の森本雅子（沢田雅美）も集まってきた。
母親を一人住いさせておくのは心配だ、という話になった。だが、誰が一緒に住むかという段になると、それぞれ勝手なことを主張して責任逃れをする始末。怒った静は「自殺してやる！」と言い出し、切羽詰って清隆が一緒に住むことになった。もともと姑と折合いの悪かった公子は猛反対するが、強引に丸めこまれてしまう。（BS11 番組紹介より）

## 出演
- 麻生公子(嫁)：大空眞弓
- 麻生静(姑)：赤木春恵
- 麻生清隆(麻生家 長男)：山口崇
- 森本雅子(麻生家 次女)：沢田雅美
- 森本達郎(雅子の夫)：誠直也
- 真壁伸子(麻生家 長女)：山之内滋美
- 麻生明和(麻生家 次男)：南條豊
- 麻生幸(公子 清隆の娘)：中村礼奈
- 麻生弘(公子 清隆の息子)：桑原崇
- 葉山加奈(公子の友人)：三田和代
- 篠崎はる(麻生家の隣人)：大鹿次代
- 村田為吉(静の幼馴染で棟梁)：大坂志郎
- 勝田洋子(清隆の部下で愛人)：東てる美
- 早瀬拓三(清隆の上司で部長)：福田豊土
- 森本松枝(雅子の姑)：近松麗江
- 刑事：ベンガル
- 警官：諸井伸一
- デパート配達人：島沢弘隆、谷口敦
- 祐介(弘の新しいクラスメイト)：上野秀樹
- トオル(弘の新しいクラスメイト)：田中洋玄
- 由美(弘の新しいクラスメイト)：池辺葉子
- 医者：三川雄三
- ボーイ：川上泰夫
- 大工：佐久間一生
- 金融会社社長：永久保一男
- (金融会社)社員：山岡八高
- 河井由紀子(弘の担任の先生)：飯尾清子
- 大隅映子(加奈の助手)：青柳喜伊子
- 松井淳一(加奈の助手)：中村信彦
- 両角久美(加奈の助手)：津村ゆき
- ホステス：和泉ちぬ、秋元恵子、橘美恵子
- 隣りの女(洋子のアパートの水商売風の住人)：桶谷まどか
- 客(加奈の店の婦人客)：山口夏穂
- 小野寺幸治(幸の担任の先生)：別府康男
- 少年課係員：甲斐正一
- 受付嬢(清隆の勤務先の受付嬢)：夏秋ともみ
- 社員(清隆の部下)：三井秀夫
- 鈴木仁一(弘を保護した出稼ぎの男)：菅野菜保之
- 医者：糸博
- 真司(ヤクザ)：森本健介
- 政男(チンピラ)：真鍋敏
- 役名なし：井深あけみ、小島蓉子、小川里永子、宮前ひろし、佐々木淳、松井潤、三井秀夫[注釈 1]
- その他：白鳥座、緑山塾

## スタッフ
- 演出 - 川俣公明
- 原作 - 橋田壽賀子著「新となりの芝生」
- 脚本 - 石井君子
- 音楽 - 小川寛興
- プロデューサー - 石井ふく子
- 製作 - TBS、ストーンウェル

## 主題歌
- 『花』

作詞・作曲 - 喜納昌吉 / 編曲 - 渡辺博也 / 歌 - ペギー葉山

## 再放送
- 2023年12月18日から2024年2月22日まで日本BS放送（BS11）で再放送された。[1]
- 2024年8月4日から11月3日まで日本BS放送（BS11）で再放送された。[2]